# 潘彪
潘彪，浙江人，明朝政治人物。
成化二十一年，任福建永安县知县。